# Михаил (Йованович)
Митрополи́т Михаи́л (серб. Митрополит Михаило, в миру Милое Йованович, серб. Милоје Јовановић; 19 августа 1826, Соко-Баня — 5 февраля 1898, Белград) — епископ Белградской митрополии, митрополит Белградский и архиепископ Сербский.

## Биография
Родился 19 августа 1826 года в Сокобане от родителей Милована и Марии Йованович.
Окончил начальную школу в родном городке и гимназию в Неготине: был воспитанником епископа Тимокского Досифея (Новаковича). Затем закончил духовную семинарию в Белграде, где стал духовным чадом митрополита Белградского Петра (Йовановича).
В 1846 году поехал в Россию и поступил в Киевскую духовную академию.
29 марта 1853 года в Киево-Печерской лавре пострижен в монашество с именем Михаил. 12 апреля того же года Митрополитом Киевским Филаретом (Амфитеатровым) рукоположён в сан иеродиакона, а 16 апреля — в сан иеромонаха.
В июле 1853 года окончил Киевскую духовную академию со степенью магистра богословия и вернулся на родину.
В начале октября 1854 был избран епископом Шабацким, а 11 октября возведён в сан архимандрита Студеницкого монастыря.
14 октября того же года в Белградской Соборной церкви хиротонисан во епископа Шабацкого и уже 19 октября получил назначение на кафедру в Шабац.
13 января 1857 года стал почётным членом Общества сербской словесности. Оставался в этом качестве после преобразования его в Сербское научное общество (1864), а затем в Сербскую королевскую академию (1892).
После вынужденного ухода со своего поста митрополита Петра (Йовановича) был с 1859 года назначен его преемником, став митрополитом Белградским и архиепископом Сербии.
Митрополит Михаил поддерживал идею формирования самостоятельной Болгарской церковной области — Экзархии, - в духе своих славянофильских воззрений: исходя из стремления ослабить влияние Османской империи и одновременно остановить эллинизацию славян; принимал болгарскую молодёжь на обучение в сербские школы, печатал в Сербии книги для болгар и в целом широко способствовал болгарскому духовному возрождению.
Под его управлением Православная церковь в Сербии получила автокефальность (1879 год); после сербско-турецкой войны 1876 года и русско-турецкой войны 1877-1878 годов она включила в свой состав воссоединённые области, приняв под свой омофор Нишскую епархию.
По отзыву русского консула Алексея Беляева, «Он умело продолжил начатую Петром организацию Сербской церкви и, можно сказать, сызнова создал новую сербскую духовную литературу: начиная с богословских учебников, поучений и инструкций, касающихся внутреннего распорядка в Сербской церкви и её учреждениях, и заканчивая целыми томами духовных проповедей, отдельных монографий по богословию и защите православия; он написал целую духовную библиотеку».
По мнению сербских историков, "митрополит был известен как самый большой в Сербии русофил" . Будучи митрополитом Белградским и архиепископом Сербии, он направлял на учёбу в Россию не только богословов, но и будущих художников: Михаила Борисавлевича, Живка Юговича, Благоя Кулича, Георгия Момчиловича и Милутина Бл. Марковича.
В 1881 году, в результате проавстрийского и антирусского курса короля Милана и его правительства, митрополит Михаил был отправлен в отставку (формальным поводом стало его несогласие с Законом о церковных сборах от 1 июня 1881 года). На самом деле, речь шла о борьбе проавстрийских элементов против Михаила как последовательного и решительного русофила.
Должность предстоятеля Белградской митрополии перешла к ставленнику антирусской Прогрессивной партии, митрополиту Феодосию (Мраовичу), возведённому в сан в Австро-Венгрии, в городе Сремски-Карловци Патриархом Германом (Анджеличем).
После свержения митрополит Михаил поселился в своём частном доме в Белграде. Тем не менее, власти и здесь не оставили его в покое, и в 1883 году ему пришлось покинуть Сербию.
После пребывания в Константинополе, Иерусалиме, Рущуке и Бухаресте митрополит Михаил во второй половине 1883 года приехал в Киев, где принял участие в праздновании пятидесятилетия Киевского университета. Странствование митрополита Михаила продолжалось вплоть до 23 февраля 1889 года, когда отрёкся от престола полностью потерявший популярность в сербском народе король Милан I Обренович. Даже тогда (однако без успеха) против возвращения митрополита Михаила в Сербию возражал австро-венгерский посланник в Белграде Хенгелмилер.
Указом от 18 мая 1889 года Михаилу была возвращена митрополичья кафедра. Вместе с ним вернулся епископ Иероним (Йованович). Тем самым разрешился церковный вопрос в Сербии.
Скончался митрополит Михаил 5 февраля 1898 года в Белграде.